# Josef Kahler
Josef Kahler (geboren 8. Oktober 1878 in Hauptmannsdorf, Bezirk Braunau, Österreich-Ungarn; gestorben 4. Dezember 1939 in Groß Tschernosek, Landkreis Leitmeritz, Reichsgau Sudetenland) war ein tschechoslowakischer Politiker der deutschen Minderheit.

## Leben
Kahlers Vater war Bauer. Nach dem Besuch der Volksschule arbeitete Josef Kahler auf dem elterlichen Hof und war in der deutschvölkischen Turnbewegung aktiv. Nach dreijähriger Militärzeit übernahm er den Hof des Vaters. Im Ersten Weltkrieg diente er als Feuerwerker. Nach 1918 begründete er die Partei Bund der Landwirte im Bezirk Braunau mit, deren Bezirks- und später auch Reichsleitung er angehörte.
Von 1925 bis 1935 war er für den Wahlkreis Königgrätz Abgeordneter im Senat der Tschechoslowakischen Nationalversammlung. Er gehörte zeitweilig dem Präsidium des Senats an und war zwischen 1932 und 1935 zwei Mal Vizepräsident des Senats. 1935 war er im Amt des Ministers ohne Portefeuille Franz Spina tätig.
Kahler starb beim Besuch eines Freundes an einem Schlaganfall.